# If These Trees Could Talk
If These Trees Could Talk („wenn diese Bäume reden könnten“) ist eine amerikanische Post-Rock-Band aus Akron, Ohio. Die Gruppe wurde im Jahr 2005 gegründet. Meist als „ITTCT“ abgekürzt, zeichnet sie sich durch einen rein instrumentalen, recht harten Sound aus, der gleichzeitig durch Komplexität und Vielschichtigkeit auffällt.

## Geschichte
Ihr selbstbetiteltes Debütalbum erschien 2006 zunächst in Eigenregie und wurde später vom Indie-Label The Mylene Sheath vertrieben. 2009 erschien mit Above the Earth, Below the Sky das zweite Studioalbum der Band. Das Stück Malabar Front vom Debütalbum war Teil einer Vorschau auf das PlayStation-3-Spiel Infamous.

## Diskografie
- 2006: If These Trees Could Talk (Wiederveröffentlichung: 2022)
- 2009: Above the Earth, Below the Sky
- 2012: Red Forest
- 2016: The Bones of a Dying World